# Sirkka Norrlund
Sirkka Marjatta Norrlund (* 8. März 1943 in Vaasa; † 21. September 2022 ebenda) war eine finnische Leichtathletin.

## Karriere
Sirkka Norrlund wurde zwischen 1961 und 1972 23-fache finnische Meisterin in mehreren Disziplinen. Sie stellte mehrere finnische Rekorde auf und konnte 1968 über 200 m Hürden mit einer Zeit von 27,2 s einen Weltrekord aufstellen.
Bei den Olympischen Sommerspielen 1964 schied sie über 80 m Hürden als Achte ihres Vorlaufs aus. Neben ihrer Olympiateilnahme ging Norrlund bei den Europameisterschaften 1966 über 80 m Hürden sowie im Fünfkampf an den Start. 1969 erreichte sie das Finale über 100 m Hürden, wo sie den achten Platz belegte. Bei den Europameisterschaften 1971 erreichte sie in der gleichen Disziplin das Halbfinale.